# Teorema di Stokes
In matematica, in particolare in geometria differenziale, il teorema di Stokes è un enunciato riguardante l'integrazione delle forme differenziali che generalizza diversi teoremi di calcolo vettoriale, quali il teorema della divergenza o il teorema del rotore. Prende il nome da Sir George Gabriel Stokes (1819-1903), nonostante la prima formulazione del teorema sia stata attribuita a William Thomson (Lord Kelvin), che la inviò in una lettera a Stokes nel luglio del 1850.

## Introduzione
Il teorema fondamentale del calcolo integrale stabilisce che se {\displaystyle f} è una funzione reale che ammette primitiva su un intervallo {\displaystyle [a,b]}, l'integrale di {\displaystyle f} su tale intervallo può essere calcolato tramite una sua primitiva:
{\displaystyle \int _{a}^{b}f(x)\,\mathrm {d} x=F(b)-F(a)}
Poiché {\displaystyle {\frac {\mathrm {d} F}{\mathrm {d} x}}=f}, si può interpretare {\displaystyle \mathrm {d} F(x)=f(x)\mathrm {d} x} nel contesto più generale delle forme differenziali come il differenziale esterno della 0-forma {\displaystyle F(x)}.
Il teorema di Stokes generalizza il teorema fondamentale del calcolo considerando una n-forma {\displaystyle \omega } e il suo differenziale esterno {\displaystyle d\omega }. L'intervallo {\displaystyle [a,b]} è una varietà differenziabile di dimensione uno, avente come frontiera l'insieme {\displaystyle \{a,b\}}: l'integrazione di {\displaystyle f} su questo intervallo può quindi essere estesa all'integrazione su una varietà {\displaystyle M} di ordine maggiore, e per far questo è necessario che {\displaystyle M} sia orientabile e la forma differenziale sia a supporto compatto. Il bordo di {\displaystyle M}, indicato con {\displaystyle \partial M}, è ancora una varietà ed eredita l'orientazione di {\displaystyle M}.

## Il teorema
Sia {\displaystyle \Omega } una varietà differenziabile orientata di dimensione n e sia {\displaystyle \alpha } una n-forma differenziale a supporto compatto su {\displaystyle \Omega }.
Si supponga inizialmente che {\displaystyle \alpha } sia a supporto compatto nel dominio di una carta orientata {\displaystyle \{U,\phi \}}. L'integrale di {\displaystyle \alpha } su {\displaystyle \Omega } è definito come:
{\displaystyle \int _{\Omega }\alpha =\int _{\phi (U)}\left(\phi ^{-1}\right)^{*}\alpha }
ovvero attraverso il pull-back di {\displaystyle \alpha } in {\displaystyle \mathbb {R} ^{n}}. Più in generale, l'integrale di {\displaystyle \alpha } su {\displaystyle \Omega } è definito considerando una partizione dell'unità {\displaystyle \{\psi _{i}\}} associata al ricoprimento localmente finito {\displaystyle \{U_{i},\phi _{i}\}} di carte (orientate in modo coerente):
{\displaystyle \int _{\Omega }\alpha \equiv \sum _{i}\int _{U_{i}}\psi _{i}\,\alpha }
dove ogni termine nella somma è valutato attraverso il pull-back in {\displaystyle \mathbb {R} ^{n}} precedentemente definito. Tale definizione non dipende dalla scelta della partizione dell'unità e delle carte.

### Enunciato
Il teorema di Stokes afferma che se {\displaystyle \omega } è una (n-1)-forma a supporto compatto su {\displaystyle \Omega } e {\displaystyle \partial \Omega } è la frontiera di {\displaystyle \Omega }, allora:
{\displaystyle \int _{\Omega }\mathrm {d} \omega =\int _{\partial \Omega }\omega \ \ \left(=\oint _{\partial \Omega }\omega \right)}
dove {\displaystyle \mathrm {d} \omega } è la derivata esterna di {\displaystyle \omega }, definita per mezzo della sola struttura di varietà. Ovvero, l'integrale di ogni forma differenziale a supporto compatto {\displaystyle \omega } sulla frontiera di una varietà orientata {\displaystyle \Omega } è pari all'integrale della sua derivata esterna valutato su tutta {\displaystyle \Omega }.

## Casi particolari

### Teorema del gradiente
Il teorema del gradiente afferma che:
{\displaystyle \int _{\partial \gamma }\phi =\int _{\gamma }\mathrm {d} \phi }
per ogni 0-forma {\displaystyle \phi } definita su una qualche curva differenziabile {\displaystyle \gamma \subset \mathbb {R} ^{n}}. Si tratta della versione del teorema di Stokes con 1-forme differenziali definite su una varietà di dimensione 1. L'enunciato opposto afferma che data una forma differenziale {\displaystyle \omega } definita su un dominio contraibile, se l'integrale di {\displaystyle \omega } su ogni varietà chiusa sia nullo allora esiste una forma {\displaystyle \psi } tale che {\displaystyle \omega =d\psi }. Su un dominio contraibile ogni forma chiusa è esatta, e tale risultato è riassunto dal lemma di Poincaré.

### Teorema del rotore
Il teorema del rotore afferma che il flusso del rotore di determinati campi vettoriali attraverso superfici regolari dotate di bordo è uguale alla circuitazione del campo lungo la frontiera della superficie:
{\displaystyle \int _{S}(\nabla \times \mathbf {F} )\,\cdot d\mathbf {s} =\oint _{\partial S}\mathbf {F} \cdot d\mathbf {r} }.
dove {\displaystyle \mathbf {F} :\Omega \to \mathbb {R} ^{3}} un campo vettoriale di classe {\displaystyle C^{1}}, con {\displaystyle \Omega } un dominio regolare contenuto in {\displaystyle \mathbb {R} ^{3}}, e {\displaystyle S:D\subseteq \mathbb {R} ^{2}\to \mathbb {R} ^{3}} è una superficie regolare a tratti dotata di frontiera {\displaystyle \partial S}.
Il campo vettoriale {\displaystyle \mathbf {F} } può essere considerato come una 1-forma, ed in tal caso il rotore è la derivata esterna.

### Teorema della divergenza

Una regione delimitata da (S in figura), con il versore normale uscente.

Si consideri un insieme {\displaystyle V\subset \mathbb {R} ^{n}} compatto delimitato da una superficie liscia {\displaystyle \partial V}. Se {\displaystyle \mathbf {F} } è un campo vettoriale differenziabile con continuità (di classe {\displaystyle C^{1}}) definito in un intorno di {\displaystyle V}, si ha:
{\displaystyle \int _{V}\mathbf {\nabla } \cdot \mathbf {F} \,dv=\oint _{\partial V}\mathbf {F} \cdot d\mathbf {s} }
dove {\displaystyle d\mathbf {s} =\mathbf {n} \ dS} è l'elemento di superficie ({\displaystyle \mathbf {n} } è il versore uscente normale). In altri termini, il flusso di {\displaystyle \mathbf {F} } attraverso la superficie chiusa {\displaystyle \partial V} coincide con l'integrale della divergenza di {\displaystyle \mathbf {F} } svolto nel volume {\displaystyle V} di cui la superficie è frontiera. Si può utilizzare il teorema di Stokes per uguagliare l'integrale su un volume n-dimensionale della divergenza di un campo vettoriale {\displaystyle \mathbf {F} } definito sulla regione {\displaystyle U\subset \mathbb {R} ^{n}} all'integrale di {\displaystyle \mathbf {F} } sulla superficie (di dimensione n-1) che costituisce il bordo di {\displaystyle U}:
{\displaystyle \int _{U}\nabla \cdot \mathbf {F} \,dV_{n}=\oint _{\partial U}\mathbf {F} \cdot \mathbf {n} \,dS_{n-1}}
In una notazione più concisa si può scrivere:
{\displaystyle \int _{V}{\dfrac {\partial F_{i}}{\partial x_{i}}}dV=\int _{S}F_{i}n_{i}\,dS}
sicché rimpiazzando {\displaystyle \mathbf {F} } con un campo tensoriale {\displaystyle T} di ordine n si ottiene la generalizzazione:
{\displaystyle \int _{V}{\dfrac {\partial T_{i_{1}i_{2}\cdots i_{q}\cdots i_{n}}}{\partial x_{i_{q}}}}dV=\int _{S}T_{i_{1}i_{2}\cdots i_{q}\cdots i_{n}}n_{i_{q}}\,dS}
dove si verifica la contrazione degli indici in entrambi i membri della relazione, per almeno un indice. Si può estendere la precedente relazione, che vale in tre dimensioni, a varietà di dimensione arbitraria.